# Babatag
Babatag (tadż.: қаторкӯҳи Боботоғ, katorkuhi Bobotog; uzb.: Bobotog‘ tizmasi) – pasmo górskie na granicy Tadżykistanu i Uzbekistanu, pomiędzy rzekami Surchan-daria i Kofarnihon (prawe dopływy Amu-darii), rozciągające się południkowo na długości ok. 125 km. Najwyższy szczyt osiąga 2292 m n.p.m. Pasmo zbudowane głównie z wapieni. Na zboczach występują kserofity i roślinność półpustynna; w niektórych miejscach rosną pistacje. W górach żyją kozy śruborogie.